# Nationale Bond "Het Mobilisatiekruis 1914-1918
De Nationale Bond "Het Mobilisatiekruis 1914-1918 was een vereniging van gemobiliseerden uit de Eerste Wereldoorlog toen Nederland weliswaar neutraal was maar een groot paraat leger bezat om die neutraliteit te kunnen handhaven. Voor de gemobiliseerden in de Eerste Wereldoorlog was weliswaar een Mobilisatiekruis ingesteld, maar niet alle indertijd gemobiliseerden bezaten dat kruis omdat men het zelf moest aanvragen en zelf moest betalen.
In 1939 stelde de bond een Kruis van Verdienste van de Nationale Bond "Het Mobilisatiekruis 1914-1918" in, het kreeg de vorm van de andere mobilisatiekruisen, maar die werden door andere instellingen uitgereikt.
De "Nationale Bond "Het Mobilisatiekruis 1914-1918" fuseerde in 1950 met de jongere Nederlandse Bond voor Oud-Strijders zo kwam de Nederlandse Bond voor Oud-Strijders en Dragers van het Mobilisatiekruis" tot stand.
Deze bond fuseerde op 7 oktober 1978 op zijn beurt met het Veteranen Legioen Nederland en ging Nederlandse Bond van Oud-Strijders - Veteranen Legioen Nederland heten. Op 10 mei 1986 werd de naam opnieuw gewijzigd: de bond heet sindsdien de Bond van Wapenbroeders. Deze bond staat open voor veteranen uit alle conflicten al zijn er nu geen overlevende gemobiliseerden uit de Eerste Wereldoorlog meer in leven.